# Крестінін Олександр Сергійович
Олександр Сергійович Крестінін (рос. Александр Сергеевич Крестинин, нар. 19 вересня 1978, Краснодар) — російський футболіст, захисник. По завершенні ігрової кар'єри — тренер. З 2014 по 2023 роки очолював тренерський штаб збірної Киргизстану.

## Ігрова кар'єра
Футболом почав займатися в рідному місті Краснодар з першого класу школи, тоді ж його помітив тренер місцевої СДЮСШОР-5. По її закінченні став виступати за краснодарський «Колос», де провів 1 матч у Першій лізі сезону 1995, але команда понизилась у класі і наступного року він зіграв ще 17 ігор Другої ліги. Потім був у складі «Ростсільмашу», однак виступав виключно за дублюючий склад.
1998 рік провів в чемпіонаті Краснодара в команді «Нафтовик Кубані» (Гарячий Ключ). У 1999 році зіграв 23 зустрічі і забив 2 голи в складі «Кубані» у третьому за рівнем дивізіоні країни.
У сезоні 2000 року захищав кольори клубу «Краснознаменськ», взяв участь в 36 поєдинках команди в першості, і ще 3 матчі провів у Кубку Росії. У 2001 році поповнив ряди оренбурзького «Газовика», в 20 зустрічах забив 1 м'яч. У 2002 році грав за казахстанський «Каспій». Сезон 2003 року почав у складі тамбовського «Спартака», провів 18 матчів у першості та 2 поєдинки у Кубку, після чого перейшов в «Реутов», де і дограв сезон, в 12 зустрічах відзначившись 1 голом.
У 2004 році поповнив ряди новомосковського «Дону», зіграв 9 матчів і забив 1 м'яч в першості, та ще 2 зустрічі провів в Кубку Росії, після чого перейшов в казахстанський клуб «Ясси-Сайрам», у складі якого провів 8 матчів у Вищій лізі Казахстану, дебютувавши на найвищому рівні. У 2005 році спочатку грав за клуб «Нара-Десна», взяв участь у 7 зустрічах, потім в тому ж році поповнив ряди щолковського «Спартака», за який виступав до 2006 року, провівши за цей час 39 матчів у першості і 1 поєдинок в Кубку.
У сезоні 2007 року захищав кольори «Зміни» з Комсомольська-на-Амурі, зіграв 26 матчів і забив 1 гол в першості, і ще 4 зустрічі провів в Кубку Росії. У 2008 році виступав за красноярський «Металург», у складі якого взяв участь у 26 поєдинках і відзначився 2 м'ячами в першості, і ще 3 матчі зіграв у Кубку.
Завершував ігрову кар'єру у російських аматорських клубах «Автодор» (Тимашевськ) та «Легіон» (Краснодар).

## Збірна
Виступав за юнацьку збірну Росії до 19 років.

## Кар'єра тренера
Розпочав тренерську кар'єру відразу ж по завершенні кар'єри гравця, 2010 року, очоливши тренерський штаб киргизького клубу «Нефтчі» з Кочкор-Ати, який привів до першої в історії клубу перемоги в чемпіонаті Киргизстану.
21 жовтня 2014 року він був запрошений на посаду головного тренера національної збірної Киргизстану. 2 червня 2017 року Крестінін став головним тренером клубу «Дордой» до кінця 2018 року, зберігаючи при цьому роботу у національній збірній. Як тренер збірної Киргизстану, Крестінін вивів команду вперше в історії на Кубок Азії 2019 року.

## Досягнення

### Як тренера
- Чемпіон Киргизстану: 2010, 2018, 2019, 2020, 2021
- Володар Кубка Киргизстану: 2017, 2018
- Володар Суперкубка Киргизстану: 2019, 2021

## Особисте життя
Одружений, в сім'ї двоє дітей.